# チャイロネッタイスズバチ
チャイロネッタイスズバチ Delta pyriforme は、ハチ目（膜翅目）・スズメバチ科ドロバチ亜科に分類されるハチの一種。南太平洋地域や東南アジア原産で、日本では小笠原諸島にのみ分布するが、近年まで分布していなかった外来種。

## 分布
南太平洋地域、東南アジアを原産地とする。
日本では小笠原諸島（父島、兄島、弟島）に移入分布している。

## 特徴

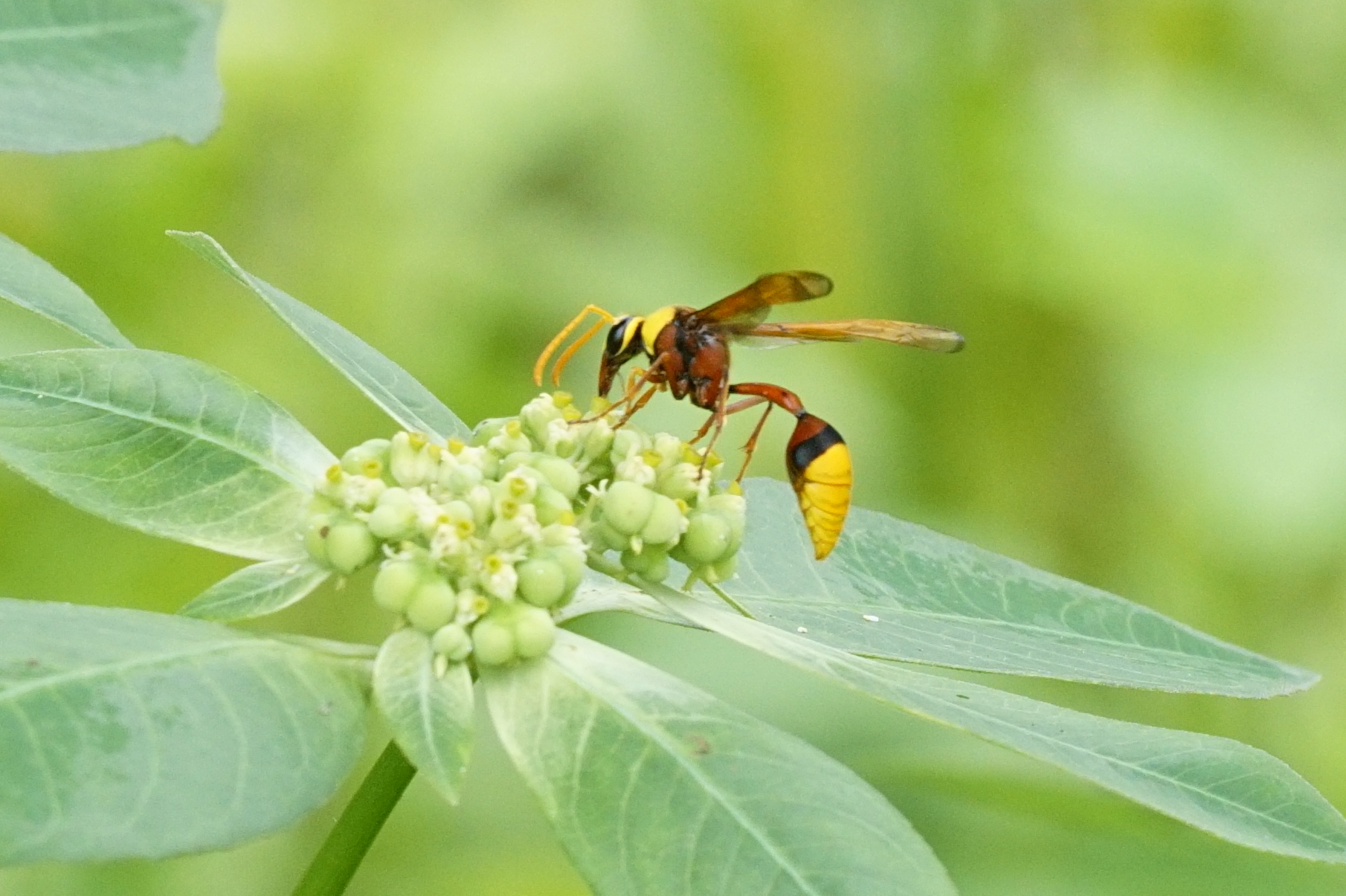
チャイロネッタイスズバチ

体長約28mm、開長50mm。胸部後半部分や腹部第1-2節が茶褐色、大陸の亜種（写真）では胸部前半（前胸と中胸背板前部）や腹部第3-6節が濃黄色となる。
人家などの壁面や樹皮などに営巣する。チョウやガなどの幼虫を狩り、巣に運び込む。

## 外来種問題
日本では1990年に小笠原諸島の父島で最初に確認された。導入経路はよくわかっておらず、定着個体の原産地も不明。
在来種の昆虫（オガサワラシジミなど）を捕食することで小笠原の昆虫相への悪影響が懸念されているが、詳しい実態は調査されていない。
外来生物法によって要注意外来生物に選定されていた。